# Latignano
Latignano è una località del comune italiano di Cascina, nella provincia di Pisa, in Toscana.
Il paese è caratterizzato da un nucleo abitativo centrale e da case sparse in un'estesa campagna, tra la strada statale 67 bis Arnaccio e il fosso dello Zannone.

## Storia

### Origini
La zona era caratterizzata da "isolotti" emergenti da paludi, pantani, fossi e canali che si estendevano dalla valle dell'Era fino al mare.
Alcuni storici ipotizzano che la zona di Latignano si trovasse tra due bracci costituenti il delta dell'Arno, ovvero tra l'attuale fosso Riconcino e lo Zannone.
Queste caratteristiche del territorio fanno sì che la natura della superficie coltivabile sia migliore, grazie al terreno asciutto e poggiato sopra un drenaggio naturale, mentre le terre intorno al paese sono invece argillose, compatte e di difficile lavorazione, con vaste distese di pianura nuda dette "curigliane".
Alcuni luoghi hanno nomi di origine etrusca: il fosso Rotina per esempio deriva da Rutia-Ania cioè "torrente" e il nome del podere Lo Schieto da Sclelto che significa "isola".
Scavi archeologici eseguiti nel 1996 hanno portato alla luce insediamenti pastorizi del IV secolo a.C.. Nelle attuali strade sono ancora visibili tracce della centuriazione (suddivisione della terra per i coloni) di epoca romana.
Il nome Latignano è un toponimo di tipo prediale, derivante cioè dal proprietario di un podere ("Lati-gnano" o "terra di Latino").

### Medioevo
Dopo la fine dell'impero romano, con la mancanza di manutenzione delle opere di bonifica, il territorio tornò ad essere in parte coperto da acquitrini. Nel Medioevo si esercitavano nel territorio l'agricoltura e l'allevamento (zone denominate "prato lungo" o "la prata").
Latignano è citato per la prima volta in un documento del 1047 e di nuovo nelle rationes decimarum della pieve di San Giovanni e Santa Maria Assunta di Cascina del 1225, da cui risulta che la chiesa di San Pietro di Latignano era tenuta al pagamento delle decime. La presenza di una chiesa favorì l'aggregazione di un abitato, ma successivamente l'edificio venne abbandonato. Vi si insediò inoltre una comunità di frati benedettini dal convento di San Vito di Pisa. Successivamente si aggiunse la certosa di Calci e i certosini possedevano una grancia (podere con annesso convento).
Sulla strada tra Pisa e Volterra sorse inoltre la chiesa di Sant'Andrea all'Intrecciata, citata nel documento delle decime del 1296 e successivamente distrutta da un'alluvione nel 1330 e sostituita dalla chiesa di San Quirico all'Intrecciata.
Sempre di origine medievale sono altre tre chiese (San Biagio e Santo Stefano in Canneto, Santa Maria di Puzale, oggi scomparse, e l'oratorio di San Jacopo in Palmerino, ricordato da una cappella novecentesca dedicata alla Madonna, per volere dell'arcivescovo di Pisa, il cardinale Pietro Maffi.

## Età moderna
Nel 1596 la chiesa di San Pietro di Latignano fu elevata a parrocchia. Nella sua visita pastorale l'arcivescovo Carlo Antonio Dal Pozzo trovò la chiesa parzialmente diroccata, senza pavimento, con metà tetto e con un unico altare e ne ordinò il restauro in modo che potesse tornare a funzionare saltuariamente grazie al clero della pieve di Cascina.
Durante la peste del 1633 la gente di Latignano si recava nella chiesetta dei frati dove era posta un'immagine della Madonna detta del Soccorso. La fine dell'epidemia della peste consolidò la devozione.
Il primo parroco residente, Giovanni Bindi, prese possesso della chiesa nel 1662 e l'immagine della Madonna del Soccorso venne donata alla parrocchia a condizione che ogni 8 settembre si celebrasse una processione dalla chiesa parrocchiale alla conventuale. I frati, possessori di molti ettari di terreno nel Palmerino, ebbero un convento nel 1672.
Nel 1710 con il parroco don Bruno Navacchi venne fondata la Compagnia di Latignano, sodalizio rivoltò alle opere di carità, al culto divino e al suffragio delle anime, sotto il titolo della Madonna del Perpetuo Soccorso. Nel 1712 i frati si trasferirono nella nuova residenza del "Palazzo", divenuto poi villa Remaggi.

### Età contemporanea
Con la dominazione francese i certosini furono allontanati dalla grancia di Latignano per la soppressione degli ordini religiosi. Poiché il parroco, don Giovanni Datta Cosci non aveva giurato fedeltà ai francesi, furono imposte al paese diversi dazi e imposte e numerosi giovani furono arruolati nell'esercito.
Con la Restaurazione la grancia fu restituita e papa Pio VII la concesse ai padri carmelitani del convento di Pisa.
Nel 1836 venne completamente ricostruita la chiesa parrocchiale.
Con la promulgazione delle leggi Siccardi la grancia e le sue proprietà terriere passarono allo stato italiano, per essere venduta il 26 ottobre del 1867 a Pietro Remaggi che la affidò come fattoria al figlio Agostino. Il palazzo dei frati prese il nome di Villa Remaggi. La famiglia Remaggi istituì una scuola serale per adulti e fece costruire nuove strade.
Nel 1903 fu inaugurata la chiesa del Sacro Cuore di Gesù con l'annesso convento delle suore e la scuola per l'infanzia, ad opera di Leopoldo Stefanini della Croce, sacerdote, e di sua sorella Teodolinda. Un nuovo campanile per la chiesa parrocchiale, essendo pericolante quello vecchio venne costruito in stile tosco-lombardo, sul modello del campanile di San Casciano, con il contributo dei paesani e del re Vittorio Emanuele III, che inviò una partita di legnami dalla tenuta di San Rossore. L'inaugurazione avvenne il 29 dicembre 1906 alla presenza del cardinal Pietro Maffi.
Nel 1909 venne ristrutturata internamente la chiesa parrocchiale: fu rialzato il corpo centrale per permettere l'apertura delle finestre sulla parete destra e fu decorato l'interno dal pittore Cateni di Calci.
Nello stesso anno, ancora grazie al contributo dei paesani, il campanile fu dotato di tre campane nuove in aggiunta a quella già presente risalente, come riporta l'iscrizione, al Quattrocento.
Con un'intricata storia il 13 marzo 1910 venne fondata la Confraternita di Misericordia di Latignano.

## Monumenti e luoghi d'interesse
- Chiesa dei Santi Pietro e Paolo
- Chiesa del Sacro Cuore di Gesù
- Cappella della Madonna di Fatima

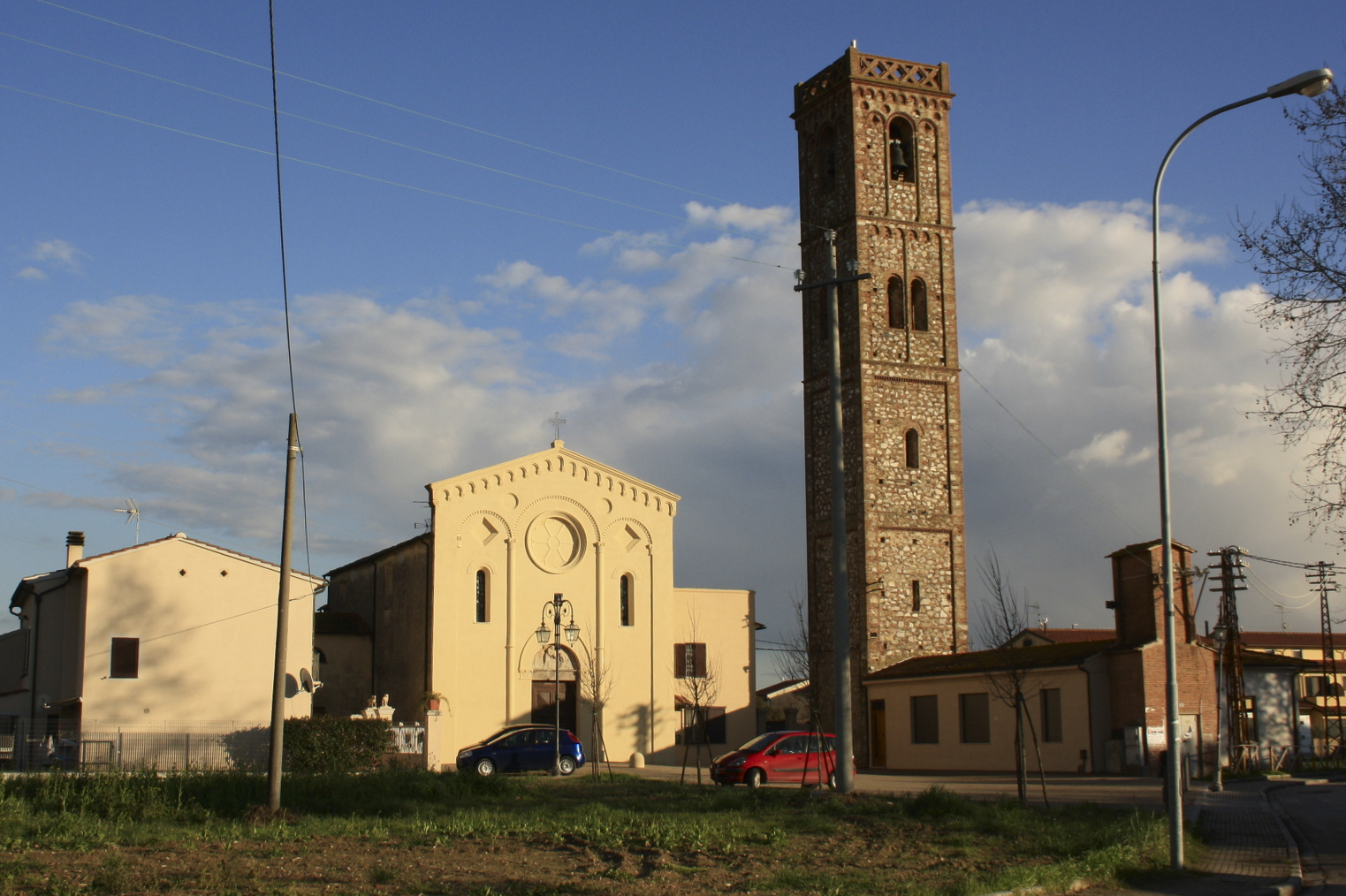
La chiesa dei Santi Pietro e Paolo

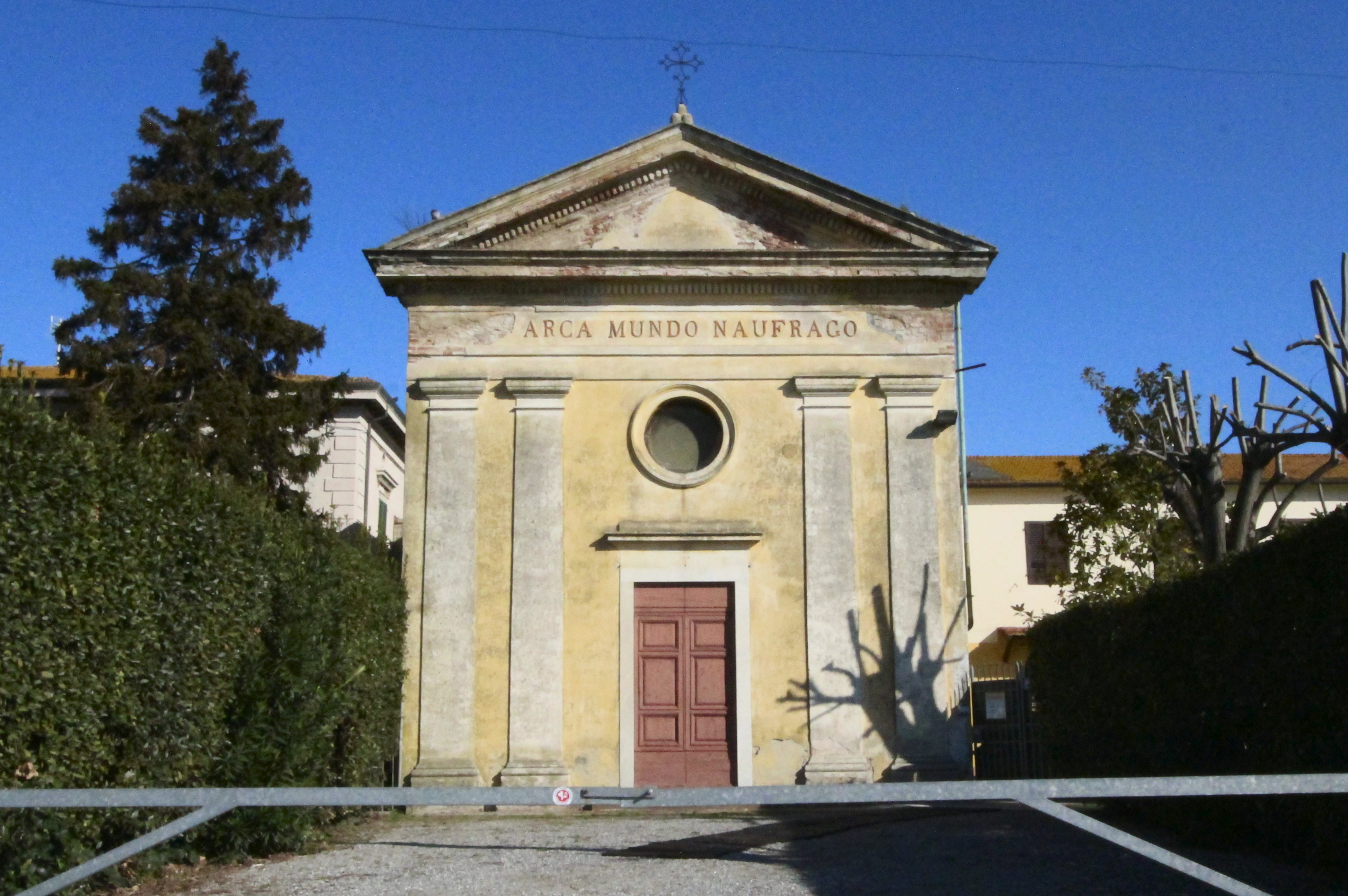
La chiesa del Sacro Cuore di Gesù

- Cappella del cimitero (Madonna delle Anime Sante del Purgatorio)
- Cappella di San Jacopo in Palmerino

## Cultura

### Biblioteche
- Archivio Parrocchia di Latignano
- Archivio Confraternita di Misericordia di Latignano
- Archivio Storico Latignanese

## Sport

### Calcio
La rappresentante calcistica del Latignano è l'A.S.D. Latignano 2005, che attualmente milita in Seconda Categoria.